# Siegfried Jost Casper
Siegfried Jost Casper (Oberneuschönberg, 12 de janeiro de 1929 – 13 de junho de 2021) foi um biólogo alemão.
Sua principal investigação é no campo da limnologia e as plantas do gênero Pinguicula.  Junto com Heinz-Dieter Krausch publicou um trabalho de referência sobre a flora de água doce da Europa Central.

## Publicação
- Monographie der Gattung Pinguicula L., (Bibliotheca Botanica, Heft 127/128), 1966, Stuttgart